# Laguna de Tepeltitic
San Pedro Lagunillas está ubicado en un municipio del Estado de Nayarit, México.

## Historia Laguna de Tepetiltic
Se encuentra San Pedro lagunillas a de la ciudad de Tepic, comunicada por la carretera de cuota Chapalilla-Compostela. Se le ubica dentro de la provincia del Eje neovolcánico, caracterizada por una enorme masa de rocas volcánicas de varios tipos.
San Pedro lagunillas es una amplia cuenca cerrada, ocupada por el lago que se formó cuando la lava y otros materiales bloquearon el drenaje original. la laguna se localiza a un kilómetro de distancia de la población, conocida también con el mismo nombre, y tiene una longitud aproximada de tres km,  de anchura y una profundidad promedio de .
Tepetiltic es un pequeño poblado enclavado dentro de un singular lugar y es que como la laguna de Santa María del Oro que se encuentran en la vecindad, la laguna de Tepetiltic es una laguna en un cráter de un antiguo volcán.
No entraremos en las leyendas de que este tipo de lagunas no tiene fondo sino que la realidad es que si tiene fondo pero más allá del fondo se encuentra una auténtica caldera de magma y que está emparentada con todos los célebres sitios volcánicos de esta región occidental: El Ceboruco, El Sanganguey, Tepetiltic, el Volcán de Tequila, La sierra etc. 
La laguna de Tepetiltic es un buen sitio para pasar una tarde pero los deportes acuáticos se restringen ya que en este tipo de algunas los motores están vetados por no tener salidas naturales de agua. La población en ocasiones se siente muy sola por lo que no hay muchos lugares para comer. Aquí se llega por una brecha en buen estado que parte de la carretera libre a Tepic.
El pueblo de Tepeltitic tiene un pequeño y pintoresco malecón al borde de la laguna desde el que los lugareños contemplan los atardeceres entre los majestuosos cerros que a lo lejos delimitan con ella sus aguas muestran diferentes tonos de verde, y aunque no es muy profunda sí es ideal para practicar la natación; otros visitantes prefieren dedicarse a la pesca, la equitación y el campismo, entre otros. A la orilla de la laguna hay un espacio de usos múltiples donde los lugareños practican sus deportes favoritos en un espléndido ambiente campirano. En cuenta con los servicios necesarios para recibir visitantes todos los días del año.
- Datos: Q30911259